# Fédération sportive féminine internationale
La Fédération sportive féminine internationale (FSFI) était une ancienne fédération sportive, créée le 31 octobre 1921 à Paris. Elle a été fondée par Alice Milliat, en réaction à la mise à l'écart des femmes par les instances sportives existantes.

## Historique
L'histoire de la fédération se confond avec les manifestations qu'elle organise et qui sont sa raison d'être.
Elle regroupa 31 nations parmi lesquelles la France, le Canada, la Hongrie, la Nouvelle-Zélande ou encore la Suède.
9 congrès de la FSFI se sont tenus au cours de ses quinze années d'existence à Paris, Göteborg, Amsterdam, Prague, Vienne, Londres et Berlin.

### Les jeux mondiaux féminins
Alice Milliat demande dès 1919 au Comité international olympique (CIO) d'inclure des épreuves féminines au programme des Jeux d'Anvers. Devant l'opposition irréductible de plusieurs dirigeants dont celle du baron de Coubertin elle fédère un Comité qui organise dès 1921 les premiers jeux mondiaux féminins à Monte-Carlo. Faute de stade les épreuves se déroulent sur le terrain du tir aux pigeons avec des représentantes de 5 nations : Royaume-Uni, Suisse, Italie, Norvège et France. Devant ce succès elle transforme immédiatement le comité en Fédération sportive féminine internationale (FSFI) le 21 mars 1921 à Paris,. Élue présidente, son domicile du 3, rue de Varenne à Paris devient le siège social de la fédération. L’expérience est renouvelée en 1922, toujours à Monte Carlo, avec 7 nations et près de 300 athlètes. Le Royaume-Uni remporte 12 épreuves sur les 15 du programme.

### Les jeux féminins olympiques
Ainsi, au moyen de la FSFI, Alice organise en alternance avec les Jeux olympiques des Jeux mondiaux féminins . À la suite d'un nouveau refus de l'IAAF et du CIO Alice Milliat présente en août 1922, peu après la seconde rencontre de Monte-Carlo, des jeux féminins olympiques à Paris au stade Pershing en présence d'un très nombreux public. Cette manifestation voit 20 000 personnes assister à 11 compétitions sportives ouvertes aux athlètes de 5 pays . Quatre ans plus tard à Göteborg, ont lieu les seconds jeux Olympiques féminins que le CIO ne les reconnaît toujours pas. Cependant 10 nations y prennent part et l'IAAF désigne une commission pour coopérer avec la Fédération d'Alice Milliat à laquelle elle délègue le contrôle de l'athlétisme féminin. C'est un pas décisif vers la reconnaissance olympique qui s'accomplit en 1928 à Amsterdam : 21 nations y envoient une équipe féminine.

### Les championnats du monde féminins
Le programme de ces jeux de 1928 ne comporte cependant que 5 épreuves (100, 800, hauteur, disque et 4 × 100 m). Le Royaume-Uni, qui rejette la mainmise de l'IAAF et du CIO, s'abstient et Alice Milliat ne s'estime pas satisfaite de ce programme tronqué. Afin de marquer sa désapprobation elle maintient des championnats du monde féminins en 1930 à Prague où plus de 200 athlètes féminines de 17 pays s'affrontent devant 15 000 spectateurs, puis en 1934 à Londres . Lors de ces derniers Jeux, dont les épreuves sont principalement d'athlétisme, de basket-ball et de handball, la FSFI regroupe 31 nations et leur large succès impose une plus grande ouverture des épreuves féminines aux jeux olympiques suivants. Mais, victime de son succès, la fédération perd aussi un peu sa raison d'être et son âme : malade et attaquée Alice Milliat se retire en 1935. L'année suivante à la suite des Jeux olympiques de Berlin, les fédérations internationales masculines et les gouvernements cessent de subventionner la FSFI qui renonce à ses activités sous la tutelle du CIO.

## Le sport féminin aux Jeux
En 1928 à Amsterdam, 5 épreuves féminines d'athlétisme, boycottées par l'Angleterre, apparaissent enfin aux Jeux olympiques. En 1932, ce sont 6 épreuves qui sont disputées par les femmes lors des Jeux de Los Angeles. À Berlin en 1936 6 épreuves féminines sont à nouveau mises au programme. La même année l'IAAF supprime les jeux féminins, et proclame la fin de la FSFI. Avec l'entrée de l'URSS à l'IAAF, celle-ci développe rapidement les épreuves féminines, ce pays étant très en avance au niveau du sport féminin.

## Épreuves d'athlétisme féminin aux Jeux olympiques
| Épreuves féminines d'athlétisme figurant aux Jeux olympiques jusqu'en 2008 |   |   |   |   |   |   |   |   |   |   |   |   |   |   |   |   |   |   |   |    |
| 100 m                                                                      | • | • | • | • | • | • | • | • | • | • | • | • | • | • | • | • | • | • | • | 19 |
| 200 m                                                                      |   |   |   | • | • | • | • | • | • | • | • | • | • | • | • | • | • | • | • | 16 |
| 400 m                                                                      |   |   |   |   |   |   |   | • | • | • | • | • | • | • | • | • | • | • | • | 12 |
| 800 m                                                                      | • |   |   |   |   |   | • | • | • | • | • | • | • | • | • | • | • | • | • | 14 |
| 1 500 m                                                                    |   |   |   |   |   |   |   |   |   | • | • | • | • | • | • | • | • | • | • | 10 |
| 5 000 m                                                                    |   |   |   |   |   |   |   |   |   |   |   |   |   |   |   | • | • | • | • | 4  |
| 10 000 m                                                                   |   |   |   |   |   |   |   |   |   |   |   |   |   | • | • | • | • | • | • | 6  |
| Marathon                                                                   |   |   |   |   |   |   |   |   |   |   |   |   | • | • | • | • | • | • | • | 7  |
| 100 m haies                                                                |   |   |   |   |   |   |   |   |   | • | • | • | • | • | • | • | • | • | • | 10 |
| 400 m haies                                                                |   |   |   |   |   |   |   |   |   |   |   |   | • | • | • | • | • | • | • | 7  |
| 3 000 m steeple                                                            |   |   |   |   |   |   |   |   |   |   |   |   |   |   |   |   |   |   | • | 1  |
| 4 × 100 m                                                                  | • | • | • | • | • | • | • | • | • | • | • | • | • | • | • | • | • | • | • | 19 |
| 4 × 400 m                                                                  |   |   |   |   |   |   |   |   |   | • | • | • | • | • | • | • | • | • | • | 10 |
| 20 km marche                                                               |   |   |   |   |   |   |   |   |   |   |   |   |   |   |   |   | • | • | • | 3  |
| Saut en hauteur                                                            | • | • | • | • | • | • | • | • | • | • | • | • | • | • | • | • | • | • | • | 19 |
| Saut à la perche                                                           |   |   |   |   |   |   |   |   |   |   |   |   |   |   |   |   | • | • | • | 3  |
| Saut en longueur                                                           |   |   |   | • | • | • | • | • | • | • | • | • | • | • | • | • | • | • | • | 16 |
| Triple saut                                                                |   |   |   |   |   |   |   |   |   |   |   |   |   |   |   | • | • | • | • | 4  |
| Lancer du poids                                                            |   |   |   | • | • | • | • | • | • | • | • | • | • | • | • | • | • | • | • | 16 |
| Lancer du disque                                                           | • | • | • | • | • | • | • | • | • | • | • | • | • | • | • | • | • | • | • | 19 |
| Lancer du marteau                                                          |   |   |   |   |   |   |   |   |   |   |   |   |   |   |   |   | • | • | • | 3  |
| Lancer du javelot                                                          |   | • | • | • | • | • | • | • | • | • | • | • | • | • | • | • | • | • | • | 18 |
| Heptathlon                                                                 |   |   |   |   |   |   |   |   |   |   |   |   | • | • | • | • | • | • | • | 7  |

En 1932 et 1936, une épreuve de 80 mètres haies - aujourd'hui abandonnée - est également disputée. Ce qui porte bien à 6 le nombre d'épreuves féminines d'athlétisme organisées.